# Emnambithi-Ladysmith
Emnambithi-Ladysmith (officieel Emnambithi-Ladysmith Local Municipality) is een gemeente in het Zuid-Afrikaanse district Uthukela.
Emnambithi-Ladysmith ligt in de provincie KwaZoeloe-Natal en telt 237.437 inwoners. Het gemeentebestuur is gevestigd in de stad Ladysmith.

## Hoofdplaatsen
Het nationaal instituut voor de statistiek, Stats SA, deelt sinds de census 2011 deze gemeente in in 25 zogenaamde hoofdplaatsen (main place):
Bester • Blue Bank • Brakfontein • Burford • Colenso • Doornhoek • Doornkloof • Driefontein • Emnambithi/Ladysmith NU • Ezakheni • Graythorne • Hobsland • Kirkintulloch • Kleinfontein • Klipfontein • Ladysmith • Lusitania • Matiwane • Nkunzi • PeaceTown • Randjieslaagte • Roosboom • Umbulwana • Watershed • Watersmeet.